# Fernando Goñi Merino
Fernando Goñi Merino, né le 2 avril 1966 à Gijón, est un homme politique espagnol membre du Parti populaire (PP).

## Biographie

### Vie privée
Il est marié et père de deux filles et un fils.

### Profession
Il réalise une licence en droit à l'université d'Oviedo sans toutefois obtenir le diplôme.

### Activités politiques
Il adhère au Parti populaire en 1984, à l'aube de ses dix-huit ans. Il occupe alors de nombreuses responsabilités au sein des Nouvelles générations, l'organisation des jeunes du parti. En 1995, il devient membre du comité exécutif de la fédération régionale.
Le 13 juillet 1993, il devient député régional à la Junte générale de la principauté des Asturies. Il est deuxième secrétaire du bureau de la chambre de 1999 à 2011. Le 15 juin 2011, il est élu président du parlement régional en vertu d'un accord avec le PSOE pour éviter que le Forum des Asturies ne soit à la tête de l'exécutif et du pouvoir législatif en même temps.
Le 25 septembre 2015, il est désigné sénateur par la Junte générale de la principauté en représentation des Asturies au Sénat et démissionne en conséquence de son mandat de parlementaire régional.